# Додд, Стив
Стив Додд (англ. Steve Dodd) — австралийский (австралийский абориген народности аранда) скотовладелец, ковбой, участник Корейской войны, киноактёр. Первый абориген Южной Австралии, участвовавший в этой войне (по собственному заявлению), и один из первых австралийских аборигенов-киноактёров.

## Биография
Стив Додд родился 1 июня 1928 года в Однадатте (по другим данным в Алис-Спрингсе или в Германсберге (Hermannsburg)) в Австралии.
Додд держал скот, объезжал диких лошадей и участвовал в родео (в том числе на Калгарийском Стампиде в 1964 году) как до, так и во время своей кинокарьеры.
Шесть лет отслужил в армии в звании рядового, в том числе воевал в Корее с 3 апреля 1952 года по 24 марта 1953 года.
С 1969 года по 1973 год (минимум) работал гидом на авиакомпанию Airlines of New South Wales: проводил экскурсии у скалы Улуру и по другим достопримечательностям Центральной Австралии. Также, по собственным словам, демонстрировал мастерство бросания бумеранга и метания копья на Всемирной выставке в Осаке в 1970 году и на Олимпийских играх (год не уточнён).
По состоянию на 2012 год жил в Новом Южном Уэльсе, где и скончался 10 ноября 2014 года.

## Избранная фильмография
- 1946 — Перегонщики скота / The Overlanders — эпизод
- 1950 — Биттер-Спрингс / Bitter Springs — эпизод
- 1952 — Кенгуру / Kangaroo — эпизод
- 1969 — Разрыв / Riptide — Джэко (в одном эпизоде)
- 1972—1973 — / англ. Spyforce — солдат / водитель грузовика (в двух эпизодах)
- 1974 — / Homicide — Билл Уиллис (в одном эпизоде)
- 1976 — На грани / Rush — Билли (в одном эпизоде)
- 1978 — Потерялся мальчик / Little Boy Lost — Бинди, водитель грузовика
- 1978 — Песнь Джимми Блэксмита / The Chant of Jimmie Blacksmith — Табиджи
- 1979 — Школа Гленвью / англ. Glenview High (в одном эпизоде)
- 1981 — Галлиполи / Gallipoli — Билли Шейкскин
- 1985 — Кокакольщик / The Coca-Cola Kid — мистер Джо
- 1985 — Летающие врачи / англ. The Flying Doctors — Филип Нансари
- 1987 — Уровень ноль / Ground Zero — Фреди Тджапалиджарри
- 1988 — Крик в темноте / Evil Angels — Ниппер Уинматти
- 1988 — Молодой Эйнштейн / англ. Young Einstein
- 1990 — Куигли в Австралии / Quigley Down Under — Кункурра
- 1999 — Матрица / The Matrix — слепой
- 2005—2006 — Элис / англ. The Alice — Фрэнк (в двух эпизодах)
- 2007 — Сентябрь / September — абориген